# 1. Tennis-Bundesliga (Herren 30) 2012
Die 1. Tennis-Bundesliga der Herren 30 wurde 2012 zum neunten Mal ausgetragen.
Im Zeitraum vom 27. Mai bis zum 14. Juli 2012 kämpften acht Teams um die Meisterschaft im Herren 30 Tennis.

## Spieltage und Mannschaften
| Spieltage                                  |
| ------------------------------------------ |
| 1. Spieltag: So., 27. Mai 2012, 11:00 Uhr  |
| 2. Spieltag: So., 3. Juni 2012, 11:00 Uhr  |
| 3. Spieltag: So., 17. Juni 2012, 11:00 Uhr |
| 4. Spieltag: So., 24. Juni 2012, 11:00 Uhr |
| 5. Spieltag: So., 1. Juli 2012, 11:00 Uhr  |
| 6. Spieltag: So., 8. Juli 2012, 11:00 Uhr  |
| 7. Spieltag: Sa., 14. Juli 2012, 13:00 Uhr |

| Mannschaften                |
| --------------------------- |
| Gladbacher HTC              |
| Oelder TC BW                |
| TB Erlangen                 |
| TC Bruckmühl-Feldkirchen    |
| TC Kaiserswerth             |
| TC Raadt                    |
| TC Schönbusch Aschaffenburg |
| TG Westfalia Dortmund       |

## Abschlusstabelle
|     | Mannschaft                  | Begegnungen | Punkte | Matches | Sätze  | Spiele  |
| --- | --------------------------- | ----------- | ------ | ------- | ------ | ------- |
| 01. | Oelder TC BW                | 7           | 14:0   | 42:21   | 90:54  | 633:526 |
| 02. | TC Raadt                    | 7           | 12:2   | 547:16  | 100:41 | 683:444 |
| 03. | Gladbacher HTC              | 7           | 8:6    | 40:23   | 89:50  | 638:465 |
| 04. | TB Erlangen                 | 7           | 8:6    | 36:27   | 81:61  | 624:528 |
| 05. | TC Kaiserswerth             | 7           | 6:8    | 33:30   | 69:68  | 556:548 |
| 06. | TC Bruckmühl-Feldkirchen    | 7           | 6:8    | 24:39   | 53:81  | 517:602 |
| 07. | TC Schönbusch Aschaffenburg | 7           | 2:12   | 22:41   | 52:87  | 481:604 |
| 08. | TG Westfalia Dortmund       | 7           | 0:14   | 8:55    | 20:112 | 305:720 |

|  | Deutscher Meister (Herren 30): Oelder TC BW                                                              |
|  | Abstieg in die 2. Tennis-Bundesliga (Herren 30) 2013: TC Schönbusch Aschaffenburg; TG Westfalia Dortmund |

## Mannschaftskader
| Pos. | Name                 |
| ---- | -------------------- |
| 1    | Timo Nieminen        |
| 2    | Jean-René Lisnard    |
| 3    | Dick Norman          |
| 4    | Jérôme Haehnel       |
| 5    | Jasper Smit          |
| 6    | Jean-Michel Pequery  |
| 7    | Kim Tiilikainen      |
| 8    | Bartłomiej Dąbrowski |
| 9    | Raphael Özelli       |
| 10   | Martijn Belgraver    |
| 11   | Jeroen Roose         |
| 12   | Bart Beks            |
| 13   | Lars Zimmermann      |
| 14   | Daniel Schillings    |
| 15   |                      |
| 16   |                      |

| Pos. | Name              |
| ---- | ----------------- |
| 1    | Peter Luczak      |
| 2    | Christophe Rochus |
| 3    | Roko Karanušić    |
| 4    | Dominik Hrbatý    |
| 5    | Santiago Ventura  |
| 6    | Jordi Marsé Vidri |
| 7    | Axel Pretzsch     |
| 8    | Didac Pérez       |
| 9    | David Škoch       |
| 10   | Christian Miele   |
| 11   | Christian Heerig  |
| 12   | Markus Bannert    |
| 13   | Thomas Niehaus    |
| 14   | Kai Berenskötter  |
| 15   |                   |
| 16   |                   |

| Pos. | Name               |
| ---- | ------------------ |
| 1    | Bohdan Ulihrach    |
| 2    | Robin Vik          |
| 3    | Radim Žitko        |
| 4    | Markus Hantschk    |
| 5    | Davide Gregianin   |
| 6    | Richard Drazny     |
| 7    | Daniel Dolbea      |
| 8    | Thassilo Haun      |
| 9    | Lukas Vojtechovsky |
| 10   | Wojtek Kowalski    |
| 11   | Martin Allinger    |
| 12   | Jan Plötzner       |
| 13   | Tobias Sankat      |
| 14   | Christian Wust     |
| 15   |                    |
| 16   |                    |

| Pos. | Name                 |
| ---- | -------------------- |
| 1    | Benedikt Dorsch      |
| 2    | Ingo Neumüller       |
| 3    | Ivor Iovrak          |
| 4    | Ivo Heuberger        |
| 5    | Juan Antonio Marín   |
| 6    | Philipp Müllner      |
| 7    | Johann Fischhaber    |
| 8    | Björn Krenzer        |
| 9    | Peter Thelen         |
| 10   | Jerney Karner        |
| 11   | Udo Plamberger       |
| 12   | Markus Erler         |
| 13   | Thomas Fröhlich      |
| 14   | Martin Poschenrieder |
| 15   |                      |
| 16   |                      |

| Pos. | Name              |
| ---- | ----------------- |
| 1    |                   |
| 2    |                   |
| 3    |                   |
| 4    |                   |
| 5    |                   |
| 6    |                   |
| 7    | Mark Joachim      |
| 8    | Sascha Hesse      |
| 9    | Thomas Buchmayer  |
| 10   | Ron Röhrig        |
| 11   | Jens Reumel       |
| 12   | Torsten Herrmann  |
| 13   | Volker Dittmann   |
| 14   | Daniel Roschitzki |
| 15   |                   |
| 16   |                   |

| Pos. | Name                  |
| ---- | --------------------- |
| 1    | Stefano Galvani       |
| 2    | André Ghem            |
| 3    | Christian Pless       |
| 4    | Cătălin-Ionuț Gârd    |
| 5    | Carlos Poch Gradin    |
| 6    | Johan Örtegren        |
| 7    | Nikos Rovas           |
| 8    | Tomas Behrend         |
| 9    | Jens Knippschild      |
| 10   | Darek Nowicki         |
| 11   | Giulio Di Meo         |
| 12   | Benjamin Ebrahimzadeh |
| 13   | Kalle Flyght          |
| 14   | Remco Pondman         |
| 15   |                       |
| 16   |                       |

| Pos. | Name                    |
| ---- | ----------------------- |
| 1    | Konstantinos Economidis |
| 2    | Kornél Bardóczky        |
| 3    | Gabor Jaross            |
| 4    | Miklós Jancsó           |
| 5    | Zoltán Nagy             |
| 6    | Sándor Noszály          |
| 7    | László Fonó             |
| 8    | Florian Preißler        |
| 9    | Szabolcs Bujtas         |
| 10   | Oliver Bergmann         |
| 11   | Alexander Jung          |
| 12   | Nirmel Osmanovic        |
| 13   | Kai Hagenkötter         |
| 14   | Andre Haas              |
| 15   |                         |
| 16   |                         |

| Pos. | Name                  |
| ---- | --------------------- |
| 1    | Manuel Jorquera       |
| 2    | Florian Allgäuer      |
| 3    | Stefano Tarallo       |
| 4    | Gianluca Gatto        |
| 5    | Tim Richter           |
| 6    | Andreas Thivessen     |
| 7    | Henrik Müller-Frerich |
| 8    | Volker Kaupert        |
| 9    | Mathias Nieweg        |
| 10   | Tomasz Ulatowski      |
| 11   | Jens Stephan Kemke    |
| 12   | Nico Thieme           |
| 13   | Claudius Rink         |
| 14   | Thomas Wittenberg     |
| 15   |                       |
| 16   |                       |

## Ergebnisse
| Datum/Uhrzeit      | Heimmannschaft              | Gastmannschaft              | Matches | Sätze | Spiele |
| ------------------ | --------------------------- | --------------------------- | ------- | ----- | ------ |
| So. 27. Mai 11:00  | TC Kaiserswerth             | TG Westfalia Dortmund       | 9:0     | 18:1  | 108:34 |
| So. 27. Mai 11:00  | TC Schönbusch Aschaffenburg | Oelder TC BW                | 4:5     | 9:11  | 84:83  |
| So. 27. Mai 11:00  | TB Erlangen                 | TC Raadt                    | 4:5     | 9:13  | 83:98  |
| So. 27. Mai 11:00  | TC Bruckmühl-Feldkirchen    | Gladbacher HTC              | 1:8     | 3:17  | 61:110 |
| So. 3. Juni 11:00  | Gladbacher HTC              | TG Westfalia Dortmund       | 9:0     | 18:0  | 108:35 |
| So. 3. Juni 11:00  | TC Schönbusch Aschaffenburg | TC Raadt                    | 2:7     | 5:14  | 66:88  |
| So. 3. Juni 11:00  | Oelder TC BW                | TC Kaiserswerth             | 5:4     | 12:10 | 96:87  |
| So. 3. Juni 11:00  | TC Bruckmühl-Feldkirchen    | TB Erlangen                 | 5:4     | 10:8  | 90:93  |
| So. 17. Juni 11:00 | TC Raadt                    | Oelder TC BW                | 4:5     | 10:12 | 93:95  |
| So. 17. Juni 11:00 | TG Westfalia Dortmund       | TC Bruckmühl-Feldkirchen    | 0:9     | 0:18  | 24:109 |
| So. 17. Juni 11:00 | Gladbacher HTC              | TC Kaiserswerth             | 5:4     | 12:8  | 95:80  |
| So. 17. Juni 11:00 | TB Erlangen                 | TC Schönbusch Aschaffenburg | 8:1     | 17:4  | 105:45 |
| So. 24. Juni 11:00 | TC Raadt                    | Gladbacher HTC              | 5:4     | 11:10 | 93:88  |
| So. 24. Juni 11:00 | TC Kaiserswerth             | TB Erlangen                 | 3:6     | 6:13  | 73:87  |
| So. 24. Juni 11:00 | TC Schönbusch Aschaffenburg | TG Westfalia Dortmund       | 8:1     | 16:5  | 103:53 |
| So. 24. Juni 11:00 | Oelder TC BW                | TC Bruckmühl-Feldkirchen    | 8:1     | 16:4  | 96:64  |
| So. 1. Juli 11:00  | TG Westfalia Dortmund       | TC Raadt                    | 0:9     | 0:18  | 21:108 |
| So. 1. Juli 11:00  | Gladbacher HTC              | TC Schönbusch Aschaffenburg | 9:0     | 18:0  | 108:14 |
| So. 1. Juli 11:00  | TB Erlangen                 | Oelder TC BW                | 3:6     | 9:12  | 71:82  |
| So. 1. Juli 11:00  | TC Bruckmühl-Feldkirchen    | TC Kaiserswerth             | 2:7     | 4:14  | 49:94  |
| So. 8. Juli 11:00  | TC Kaiserswerth             | TC Raadt                    | 0:9     | 1:18  | 30:107 |
| So. 8. Juli 11:00  | TG Westfalia Dortmund       | TB Erlangen                 | 4:5     | 8:12  | 74:97  |
| So. 8. Juli 11:00  | Gladbacher HTC              | Oelder TC BW                | 2:7     | 6:15  | 63:94  |
| So. 8. Juli 11:00  | TC Schönbusch Aschaffenburg | TC Bruckmühl-Feldkirchen    | 4:5     | 10:10 | 89:83  |
| Sa. 14. Juli 13:00 | TC Raadt                    | TC Bruckmühl-Feldkirchen    | 8:1     | 16:4  | 96:61  |
| Sa. 14. Juli 13:00 | TC Kaiserswerth             | TC Schönbusch Aschaffenburg | 6:3     | 12:8  | 84:80  |
| Sa. 14. Juli 13:00 | TB Erlangen                 | Gladbacher HTC              | 6:3     | 13:8  | 88:66  |
| Sa. 14. Juli 13:00 | Oelder TC BW                | TC Westfalia Dortmund       | 6:3     | 12:6  | 87:64  |